# Храм Рождества Христова (Балахна)
Храм Рождества Христова — действующая православная церковь в Балахне.

## История
В XVI—XVII веках на этом месте находился Рождественский женский монастырь, упраздненный в 1764 году.
Первое упоминание о деревянной шатровой церкви содержится в сотной грамоте 1620 года.
Её строителем был священник Алексей, которого также звали Список.
В писцовой книге 1674—1676 годов упоминается еще не освящённый каменный монастырский храм. Первым покровителем и попечителем храма, построенного на монастырской земле, был протопоп Московского Успенского собора Кондрат Ильин.
После закрытия храма в 1937 году в здании церкви размещались склады Балахнинского городского торга, которые были переведены оттуда осенью 1988 года.
Возрождение началось в 1989 году. Были возобновлены богослужения и начались работы по восстановлению и благоустройству церкви.
Храм является соборным, а его настоятели возглавляют Балахнинское благочиние. Действует воскресная школа, в которой также обучаются дети из прихода Свято-Троицкой церкви. С августа 2010 года ежемесячно выходит газета «Православный вестник».

## Архитектура
Храм пятиглавый, в форме огромного куба. Изначально главы были покрыты блестящей зеленой черепицей. При восстановлении храма сохранить крайне обветшавшее черепичное покрытие не удалось. Четыре главы основного здания покрыты медью, а в центре и на приделах ― кровельным железом.
Два придела, также в форме простых кубов, пристроены сбоку к основному объему храма.
В полукруглых углублениях над арками сохранились фрески с изображениями двунадесятых праздников, а на солее и в центральном алтаре — пол из гладких разноцветных изразцов; в основной части храма остались литые чугунные напольные плиты XVIII века.
Колокольня, построенная вместе с церковью в середине XVII века, была разобрана в 1931 году. В 2011 году была построена звонница.